# Wormsley Park

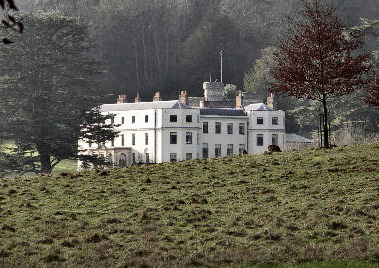
Wormsley House, Ansicht von Nordosten

Wormsley Park ist ein Anwesen rund drei Kilometer südwestlich der englischen Ortschaft Stokenchurch in Buckinghamshire und der Wohnsitz der Familie von Mark Getty, dem Mitbegründer der Bildagentur Getty Images. Die Anlage ging aus einem Wirtschaftshof und einem Herrenhaus hervor, die in den 1570er Jahren von Robert Scrope erbaut wurden. Durch Veränderungen, Umgestaltungen und Erweiterungen der verschiedenen Eigentümer – zuletzt noch in den 1980er Jahren – entstand das heutige Anwesen mit einem dreiflügeligen Haupthaus und weitläufigem Landschaftspark. Das Wormsley House genannte Herrenhaus steht seit dem 21. Juni 1955 als Grade-II-Listed-Building unter Denkmalschutz. Vier Gebäude des Wirtschaftshofs von Wormsley Park sind ebenfalls geschützt. Nur zu bestimmten Veranstaltungen, wie zum Beispiel den alljährlich im Sommer stattfindenden Aufführungen der Garsington Opera, sind einige Bereiche des Anwesens für Besucher zugänglich. Bei solchen Gelegenheiten kann auch die Wormsley-Bibliothek besichtigt werden, in der eine der bedeutendsten Privatsammlungen Englands zum Thema Buchkunst aufbewahrt wird.

## Geschichte

### Mittelalter
Die Wurzeln der Anlage reichen in das 12. Jahrhundert zurück. 1106 wurde Wormsley als Wdemunesleia erstmals urkundlich erwähnt. Möglicherweise kann es als Wudemundʼs-leah interpretiert werden, das „Wudemunds Waldlichtung“ bedeutet. Seinerzeit gehörte das Land zum Lewknor-Besitz der Abtei von Abingdon. In der zweiten Hälfte des 13. Jahrhunderts gehörte es dann Adam de Lewknor, der 1276 als Besitzer verzeichnet ist. 1384 brannte das Herrenhaus ab, wurde aber wieder aufgebaut. Möglicherweise stand es schon zu jener Zeit an der Stelle des heutigen Haupthauses, denn bei dessen Restaurierung in den 1980er Jahren wurden mittelalterliche Bausubstanz und dunkel gefärbte Erdschichten gefunden. Ende des 14./Anfang des 15. Jahrhunderts gerieten die de Lewknors mit der Familie Brundenell in Streit um den Besitz. Zu jener Zeit gehörte das damalige Herrenhaus (dem Civil Parish von Lewknor zugehörig) den Brundenells, während die Lewknor-Familie den im Civil parish von Stokenchurch gelegenen Wirtschaftshof von Wormsley besaß. Aus dem Streit ging schließlich die Familie Brundenell als neue Gesamteigentümerin hervor. 1456 kam das Anwesen an Alice Brundenell und ihren Ehemann Richard Waller. Deren Nachfahre William verkaufte Wormsley 1574 an Adrian Scrope aus dem benachbarten Hambleden.

### Familie Scrope
Adrians Sohn Robert ließ in den späten 1570er Jahren das alte Haupthaus durch einen Neubau im Tudorstil ersetzen. Sein nach dem Großvater benannter Sohn Adrian focht im Englischen Bürgerkrieg für die Parlamentarier und war einer der 84 Richter, die 1649 für die Hinrichtung des englischen Königs Karl I. stimmten. Nach der Restauration wurde er dafür inhaftiert und 1660 hingerichtet. Zeitgleich mit der Verhaftung Adrian Scropes erfolgte die Konfiszierung seines gesamten Besitzes, womit Wormsley Park an die englische Krone kam. Adrians Sohn Thomas erhielt es 1662 aber zurück. Thomas lebte derweil in Bristol und nutzte Wormsley nicht als Wohnsitz, sondern verpachtete es teilweise. Nach seinem Tod folgte ihm sein einziger Sohn John als Herr von Wormsley nach. Weil er unverheiratet und kinderlos war, übertrug er das Anwesen 1714 an seine Schwester Anne, die Ende des 17. Jahrhunderts Henry Fane, einen Urenkel von Francis Fane, 1. Earl of Westmorland, geheiratet hatte.

### Familie Fane

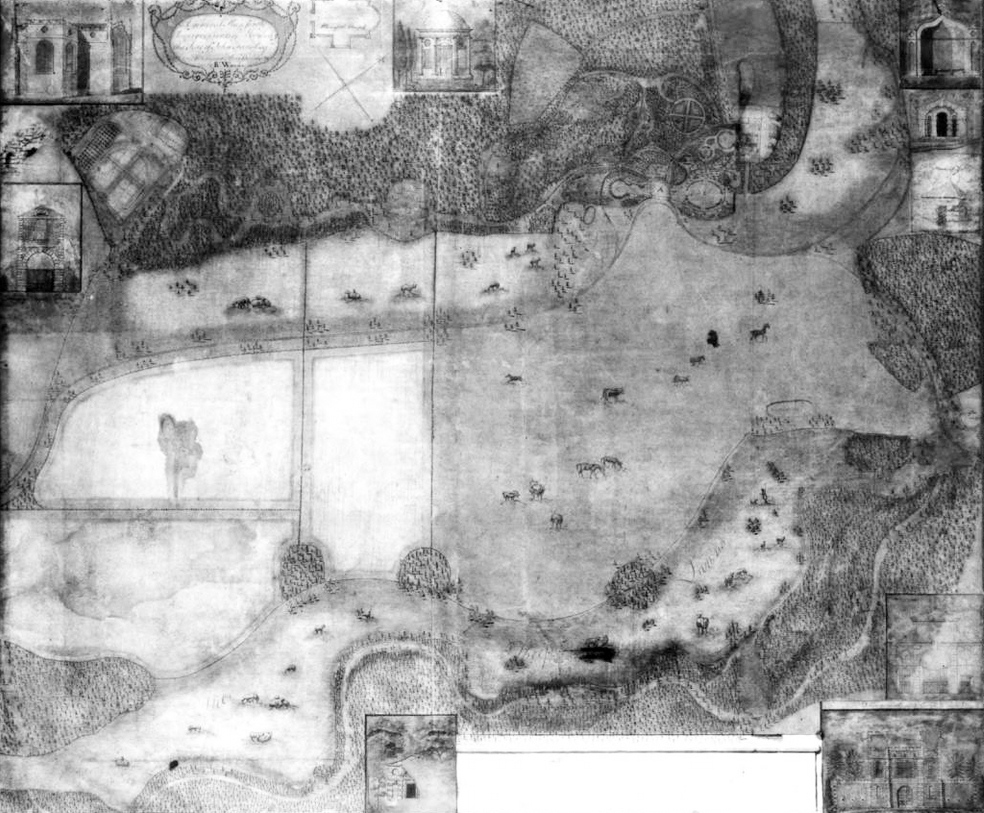
Richard Woodsʼ Plan zur Umgestaltung des Gartens von Wormsley Park; nicht alles davon wurde verwirklicht.

Mit Henry Fane begann eine lange Reihe von Eigentümern aus dieser Familie, die Wormsley Park über 270 Jahre lang besaß. Unter ihr wurde dem alten Tudorbau um 1800 in südlicher Richtung ein Flügel im Georgianischen Stil angefügt. Nachdem Henrys dritter Sohn – ebenfalls mit Namen Henry – 1777 verstorben war, wurde dieser von seinem Sohn John beerbt. Er begann um 1780 mit einer Umgestaltung des Anwesens, wozu er den Landschaftsarchitekten Richard Woods engagierte. Möglicherweise wurde dieser ihm von seinem Onkel John Luther empfohlen, der Woods 1771 beschäftigt hatte. Noch 1759 besaß Wormsley House nur einen recht einfach gestalteten formalen Garten, der bereits 1662 schriftlich erwähnt wurde. Er war von einer Mauer umgeben (englisch Walled garden) und in sechs Kompartimente unterteilt. Das Herrenhaus stand in der Südostecke des Areals. Woods legte rund um das Herrenhaus einen Englischen Landschaftsgarten an und bezog die zum Anwesen gehörenden Waldflächen in die Neugestaltung ein. Rund eine Meile südlich des Herrenhauses entstand nach Woods Entwürfen ein neuer, als Küchengarten genutzter Walled garden. Außerdem wurden ein Eiskeller und eine Grotte angelegt. Reste dieser beiden Bauten wurden in den 1980er Jahren bei archäologischen Grabungen und einem Wiederaufbau des Herrenhauses gefunden. Gleichzeitig vergrößerte John Fane den zu Wormsley Park gehörenden Landbesitz Ende des 18. Jahrhunderts durch den Zukauf von Wald- und landwirtschaftlichen Flächen.

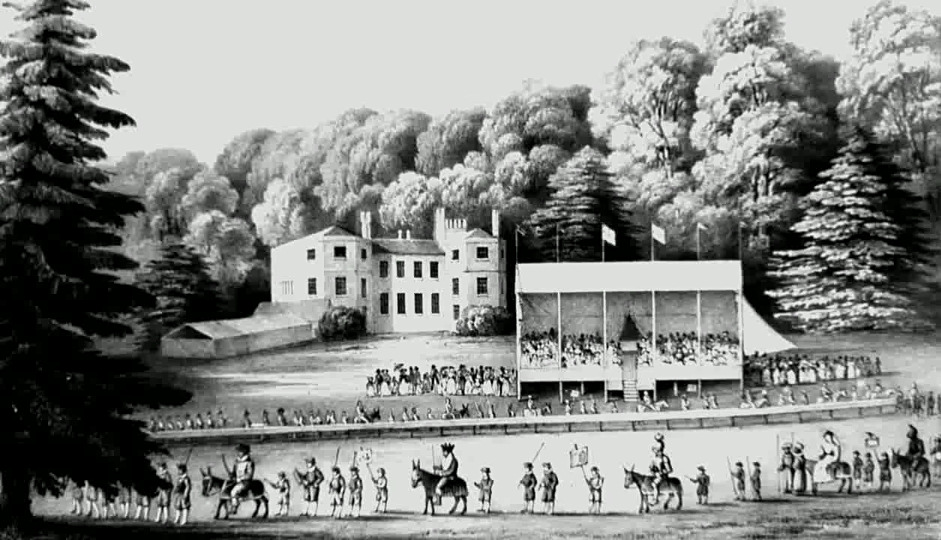
Das Wormsleyturnier auf einer Lithografie

Bei John Fanes Tod im Jahr 1824 erbte sein gleichnamiger Sohn den Besitz. Während seiner Zeit als Eigentümer des Anwesens fand 1840 das sogenannte Wormsleyturnier (englisch Wormsley tournament) statt, ein nachgestelltes mittelalterliches Ritterturnier, bei dem zwischen 5000 und 10.000 Zuschauer anwesend waren. Für diese Veranstaltung wurden Garten und Park noch einmal verändert. So wurde zum Beispiel ein Hirschpark angelegt, der von einem Ha-Ha umgeben war. Über Johns Sohn und Nachfolger John William kam das Anwesen 1875 an Johns Enkel John Augustus. Während seiner Zeit als Herr von Wormsley Park wurde das mehrere Jahrhunderte dauernde Kuriosum beseitigt, dass der Besitz zu zwei verschiedenen Parishes gehörte: Diejenigen Teile von Wormsley, die bisher zu Lewknor gehört hatten, wurden nun Stokenchurch zugeschlagen. Wirtschaftlich ging es in jener Zeit mit Wormsley bergab. John Augustus Fane war ein leidenschaftlicher Spieler und verlor hohe Summen. Um seine Spielschulden zurückzahlen zu können, musste er Wormsley Park beleihen. Ab 1887 war das Herrenhaus vollkommen unbewohnt, denn die Fanes residierten in London. Erst Frederick Fane nutzte Wormsley House ab 1908 wieder als Wohnsitz. Das letzte männliche Mitglied der Fane-Familie auf Wormsley, John Fane, erbte den Besitz 1954. Er blieb unverheiratet und lebte über seine Verhältnisse, sodass er schließlich gezwungen war, Wormsley Park 1984 zu veräußern.

### Familie Getty
Neuer Eigentümer wurde der Milliardär John Paul Getty II. Zum Zeitpunkt des Kaufs war das Herrenhaus aber derart marode, dass es vollständig restauriert und in großen Teilen neu aufgebaut werden musste. Auch die Neben- sowie Wirtschaftsgebäude und die zum Anwesen gehörenden Wälder mussten instand gesetzt werden. 1987 ließ der neue Eigentümer dem Haupthaus an dessen Südseite zudem einen Bibliotheksanbau hinzufügen, um dort seine Sammlung von alten Büchern, Manuskripten und Atlanten unterzubringen. Im Landschaftspark ließ Getty zwei neue Zierteiche mit Insel und Wasserfall ausheben und einige Follys wie eine Holzkirche, eine Turmruine und Grotten bauen. Auch die an ein Heckenlabyrinth erinnernde Pflanzung östlich des Wirtschaftshofs stammt aus jener Zeit. Die meisten Arbeiten waren 1990 beendet. Gemeinsam mit seiner Frau kümmerte er sich anschließend darum, dass der vollkommen verwilderte walled garden 1991 neu bepflanzt wurde. Die Entwürfe dazu lieferte Penelope Hobhouse. Die letzte große Veränderung, die John Paul Getty II an Wormsley Park vornehmen ließ, war 1992 das Anlegen eines Cricketplatzes, der heute als Sir Paul Gettyʼs Ground bekannt ist. Hilfe erhielt er dabei von seinen zahlreichen, cricketbegeisterten Freunden. Noch im gleichen Jahr fand das Eröffnungsspiel für den Platz statt, bei dem unter anderem Queen Mum und der damalige britische Premierminister John Major anwesend waren. Seither haben Cricketgrößen wie Brian Lara, Graham Gooch, Viv Richards, Shane Warne und viele andere dort den Schläger geschwungen sowie die Nationalmannschaften der West Indies, von Sri Lanka und Südafrika auf diesem exklusiven Platz gespielt.
Nach dem Tod Gettys übernahm sein Sohn Mark Wormsley Park. Er öffnete das Familienanwesen in gewissem Umfang für die Öffentlichkeit. Unter anderem können zu bestimmten Gelegenheiten die Bibliothek, die Kunstsammlung der Familie und der walled garden besichtigt werden. Eine weitere Möglichkeit, das Anwesen zu besuchen, bietet sich seit 2011 alljährlich im Sommer während der Aufführungen der Garsington Opera, die für mindestens 15 Jahre dort beheimatet sein wird.

## Beschreibung

Schematischer Lageplan der Gebäude

Das 1000 Hektar große Anwesen liegt in den Chiltern Hills. Zu seinen Bestandteilen zählen unter anderem das Wormsley House genannte Herrenhaus samt angebauter Bibliothek, ein ehemaliger Wirtschaftshof und ein großer Schlosspark, in dem seit 2011 der moderne Bau der Garsington Opera steht. Das Aussehen Wormsley Parks wurde in sechs Phasen geprägt. Kern der Anlage war ein aus dem 16. Jahrhundert stammendes, einfaches Herrenhaus im Tudorstil, das im späten 16. oder frühen 17. Jahrhundert verändert wurde. Weitere Veränderungen folgten in der ersten Hälfte des 18. Jahrhunderts, ehe John Fane im späten 18. Jahrhundert (etwa 1780 bis 1800) das gesamte Umfeld des Herrenhauses großflächig umgestalten ließ. Nach einigen weiteren Umgestaltungen im 19. Jahrhundert folgten in den 1980er Jahren unter John Paul Getty II und seiner Frau noch einmal tiefgreifende Veränderungen an Park und Gebäuden.

### Herrenhaus und Bibliothek
Das Herrenhaus ist ein Putzbau mit Mauerwerk aus Ziegel und Feuerstein. Es besitzt einen U-förmigen Grundriss, wobei der Nordflügel Reste des ursprünglichen Haupthauses aus dem 16. Jahrhundert bewahrt hat. Der Osttrakt mit mittig vorgelagertem Portikus bildet den repräsentativen Hauptflügel mit sechs Achsen. Einschließlich seiner Attika besitzt er drei Geschosse, während die beiden Seitenflügel im Norden und Süden nur zweigeschossig sind. Das Dach des Südtrakts besitzt eine Deckung mit Dachziegeln, die übrigen Flügel weisen Schieferdächer auf. Im Inneren sind noch Kamine aus der Zeit um 1800 mit Einlegearbeiten aus buntem Marmor und Relief-Friesen erhalten. Aus derselben Zeit stammen auch die erhaltenen Stuckdecken im Haus.
Das Herrenhaus beherbergt die Kunstsammlung der Familie Getty, die jedoch nur anlässlich bestimmter Veranstaltungen zugänglich ist. Neben Gemälden alter Meister wie zum Beispiel Thomas Gainsborough umfasst die Sammlung auch Werke von Sir John Everett Millais und Zeitgenössisches von Künstlern wie Banksy, Cindy Sherman oder Jeff Koons.
Dem Südflügel des Herrenhauses schließt sich ein großes Gebäude an, dessen Baustil eine Mischung aus Neugotik und Neoklassizismus ist. John Paul Getty II ließ es in den 1980er Jahren für seine große Sammlung zum Thema Buchkunst errichten. Sie gilt als bedeutendste Privatsammlung dieser Art in England und umfasst alte Bücher, Manuskripte, Bibeln, alte Karten, Gebetbücher, Drucke, Illustrationen und Bilderhandschriften sowie Exponate zu Kalligrafie und Buchbinderei. Zu den wertvollsten Stücken zählen ein Manuskriptfragment aus dem 7. Jahrhundert, William Caxtons Erstausgabe von Geoffrey Chaucers Canterbury Tales von 1476–1478, eine Gutenberg-Bibel, Anne Boleyns Psalter sowie ein Exemplar von Shakespeares Folio. Die Sammlung wird durch den derzeitigen Eigentümer von Wormsley Park, Mark Getty, immer wieder erweitert und kann – genauso wie die Kunstsammlung im Herrenhaus – zu bestimmten Gelegenheiten besichtigt werden. Für kleine Gruppen sind Führungen durch den Bibliothekar möglich.

### Ehemaliger Wirtschaftshof

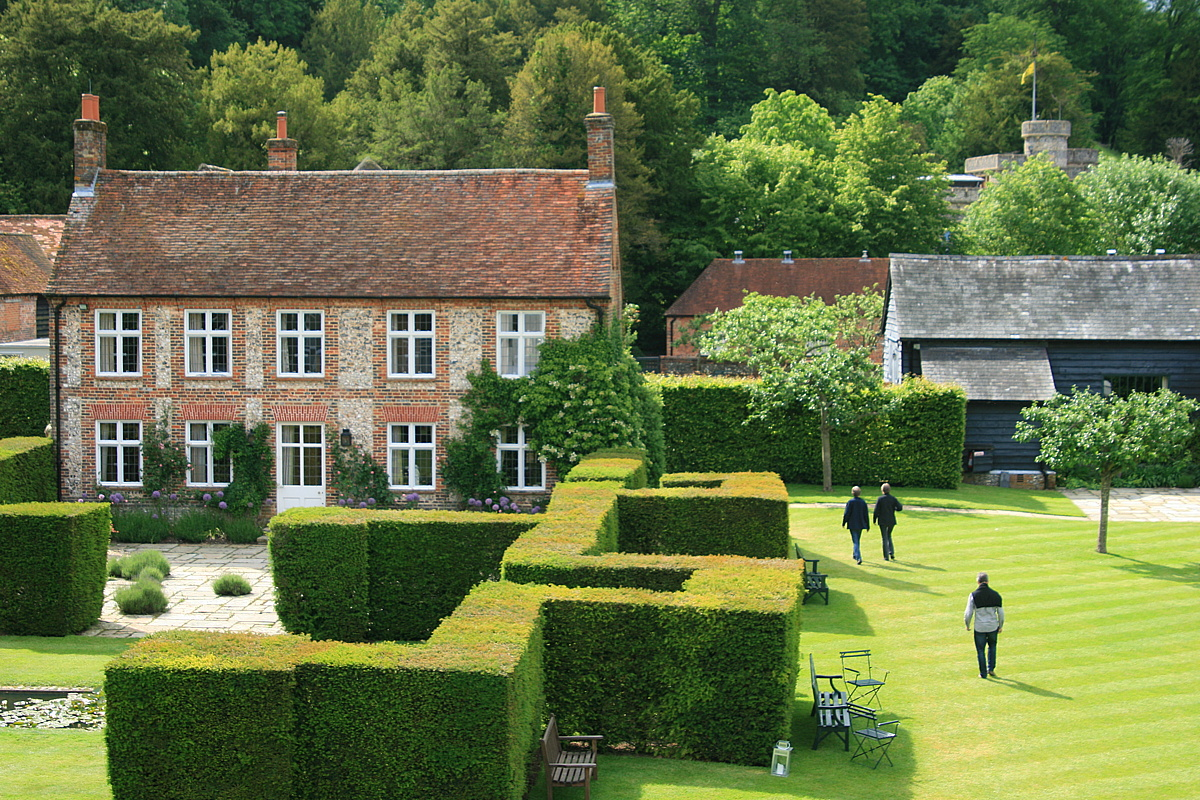
Das Wohnhaus des Wirtschaftshofs neben dem Heckenlabyrinth

Südöstlich des Herrenhauses stehen die Gebäude des einstigen Wirtschaftshofs, der zur Versorgung der Bewohner von Wormsley Park diente. Diese Bauten gruppieren sich um einen Innenhof. Vier der Gebäude sind als Grade-II-Listed-Building eingestuft. Zu ihnen zählt das Wohnhaus des Wirtschaftshofs aus dem frühen 18. Jahrhundert, das seit dem 21. Juni 1955 geschützt ist. Der zweigeschossige Backsteinbau ist von einem ziegelgedeckten Satteldach abgeschlossen und besitzt fünf Achsen. Die an der Nordseite des Hofs stehende Remise ist seit dem 4. Juli 1985 ebenfalls als Denkmal geschützt. Sie stammt aus dem frühen 19. Jahrhundert und wurde aus Backstein errichtet. Das Gebäude besitzt fünf Achsen, von denen die Mittelachse durch ein Zwerchhaus mit Uhr betont wird. Auf dessen Dach steht ein Dachreiter mit Glocke. Der Remise schließt sich nach Osten ein jüngerer, eingeschossiger Wagenschuppen an. Zwei weiterer Gebäude des Wirtschaftshofs stehen seit dem 4. Juli 1985 unter Denkmalschutz: zum ersten ein eingeschossiger Stall aus dem frühen 19. Jahrhundert mit Ziegelwalmdach (dem Wohnhaus gegenüberliegend) und zum anderen eine Fachwerkscheune mit schiefergedecktem Krüppelwalmdach, die gleichfalls aus dem frühen 19. Jahrhundert stammt und den Innenhof an der Südseite begrenzt. Beide Gebäude wurden wegen ihrer Bedeutung für das Bauensemble unter Schutz gestellt.

### Schlosspark

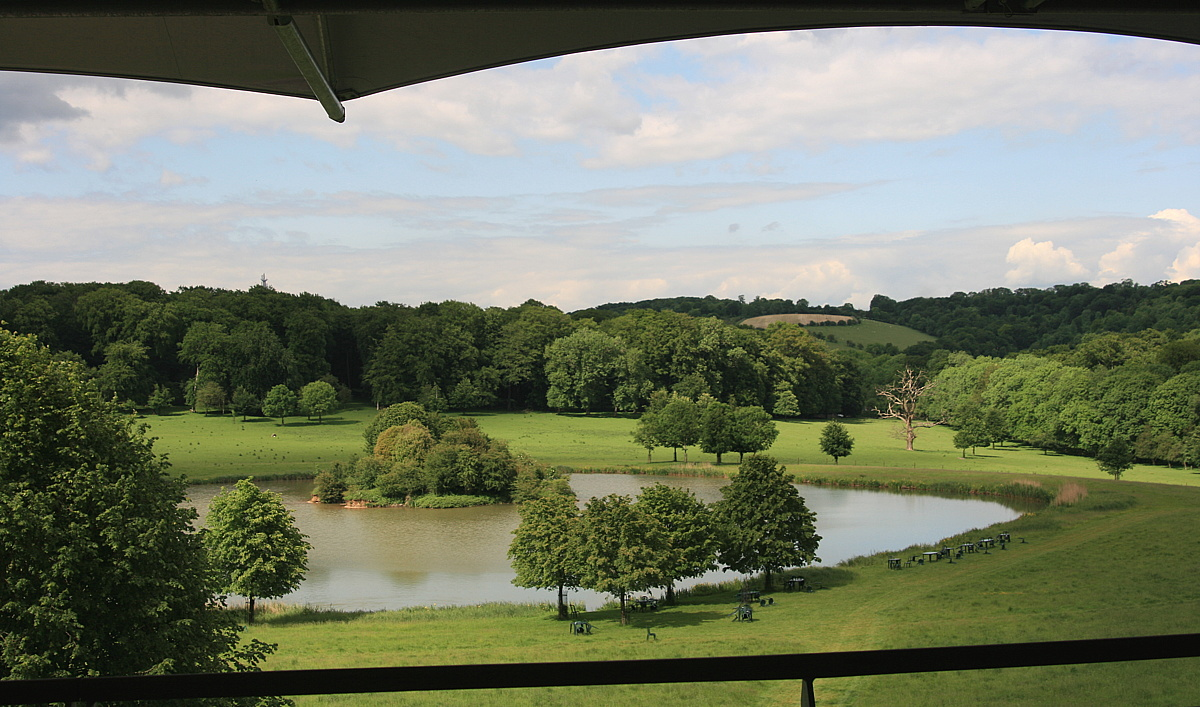
Der große Zierteich mit Insel vor Errichtung des Inselpavillons (2012)

Wormsleys Schlosspark umfasst neben großen Waldstücken einen Hirschpark, ein Gebiet zur Fasanenjagd und einen Landschaftsgarten mit Zierteichen. Zugang zum Park gewähren Gittertore aus dem 18. Jahrhundert, die von der irischen Burg Castlegar Castle im County Galway stammen. Der Landschaftspark wurde zwar im 20. Jahrhundert stark verändert, es blieben aber einige Elemente aus der Gründungszeit des 18. Jahrhunderts erhalten, so zum Beispiel ein Ha-ha mit einer Mauer aus Feuerstein, deren Reste heute noch eine Höhe von über einem Meter haben. Der Schlosspark ist unter anderem Lebensraum für Rotmilane. Sie wurden dort im Rahmen eines speziellen Programms angesiedelt, um die Vögel in ihrem ursprünglichen Lebensraum, den Chiltern Hills, wieder heimisch zu machen.
Aus den Veränderungen des 20. Jahrhunderts resultierten zum Beispiel die beiden Zierteiche nordöstlich des Herrenhauses. Im größeren der beiden befindet sich eine Insel, die aus dem Erdaushub für den Teich entstand. Eine 42 Meter lange Holzbrücke führt vom Ufer zur Insel, auf der ein moderner Pavillonbau aus Glas und Edelstahl steht. Das eingeschossige Gebäude wurde 2014 nach Entwürfen des Architekten Robin Snell erbaut und hat eine Grundfläche von 150 m². Im Inneren sind einige moderne Skulpturen zeitgenössischer Künstler ausgestellt, darunter Jeff Koons Cracked Egg (blue). Der Pavillon kann als Veranstaltungsort angemietet werden.

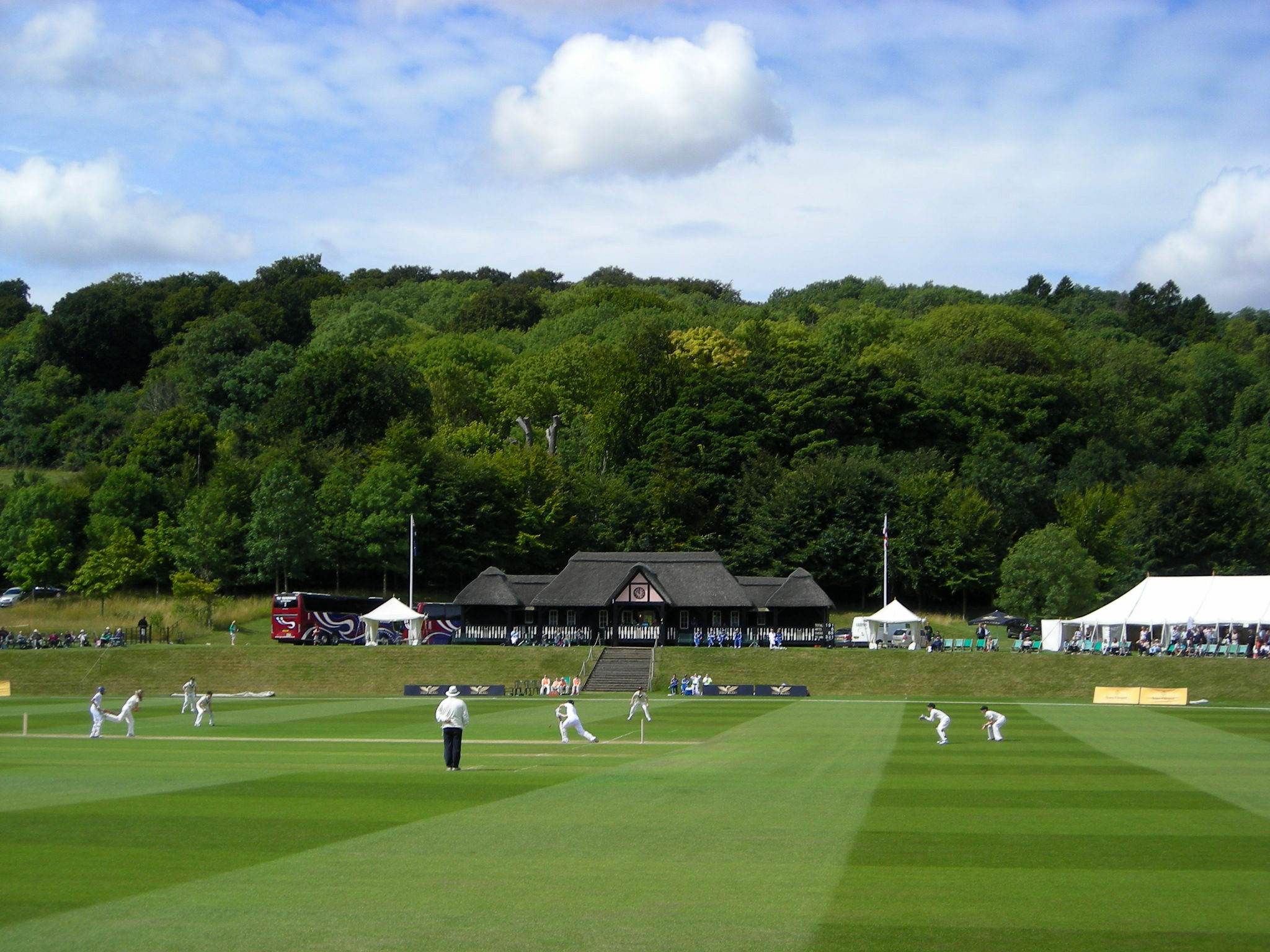
Wormsleys Cricketfeld während eines Spiels im Jahr 2013

Südöstlich von Herrenhaus und Wirtschaftshof liegt das 1992 angelegte Cricketfeld Sir Paul Gettyʼs Ground. An dessen Westrand steht ein langgestrecktes, eingeschossiges Fachwerkgebäude mit Reetdach, das als Cricketpavillon bezeichnet wird. Es ist allerdings rund 90 Jahre älter als das Spielfeld und stammt von 1900/1901. Nördlich davon eröffnete 2015 ein neues, exklusives Restaurant, dessen Gebäude wie der Inselpavillon von Robin Snell entworfen wurde.
Zweimal schon war Wormsley Park Drehort für Episoden der britischen Kriminalfilm-Fernsehserie Inspector Barnaby. Für einige Szenen der Folge  Die Untoten von Barton Woods diente der Schlosspark als Kulisse, während das Cricketfeld samt umstehenden Gebäuden mehrfach in Sportler und Spione zu sehen ist.

### Gärten

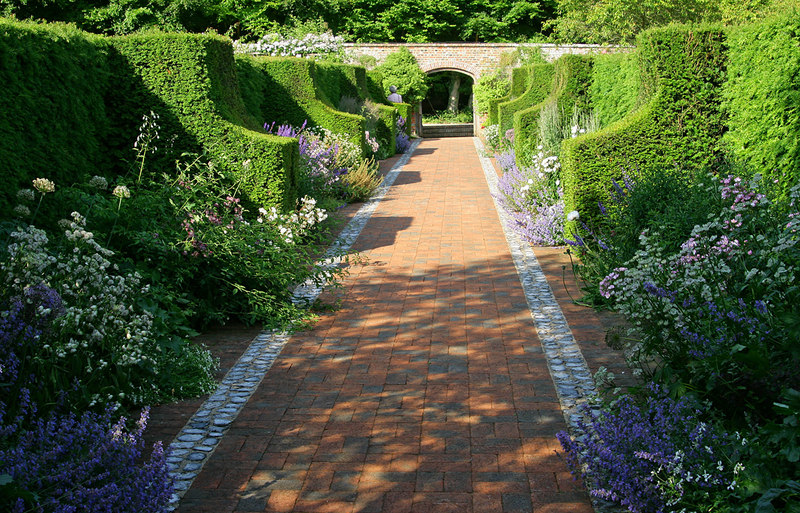
Teil des Walled gardens

Schon im 17. Jahrhundert besaß Wormsley einen von einer Mauer umgebenen Garten. Reste seiner Gartenmauer existieren heute noch nördlich, nordwestlich und nordöstlich von Wormsley House. Der alte Walled garden wurde um 1780 von dem Landschaftsarchitekten Richard Woods durch einen neuen Garten etwa eine Meile südlich des Herrenhauses ersetzt, weil dort zwei unterirdische Quellen existierten und bessere Lichtverhältnisse für Pflanzen herrschten. Um ihn komfortabel vom Haupthaus erreichen zu können, sollte ursprünglich ein Kutschenweg von dort zum neuen Garten angelegt werden, doch dieser Plan wurde nie realisiert. Nachdem der Garten Jahrzehnte lang vernachlässigt worden und verwildert war, verdankt er sein heutiges Aussehen einer Neupflanzung im Jahr 1991. Die Gärtnerin Penelope Hobhouse unterteilte das zwei Acre (ca. 8093 m²) große, quadratische Areal in vier gleich große Gartenräume, die durch in Form geschnittene Hecken und Wege voneinander getrennt sind. Diese Gartenräume sind ein Blumengarten, eine baumumstandene Crocketwiese, ein Nutzgarten mit rosenberankter Pergola und ein kleines Naturtheater. An der Nordecke steht das Garden cottage, das lange Zeit Wohnsitz von Mitgliedern der Familie Getty war.
Als die Garsington Opera nach Wormsley Park kam, wurde der einstige Nutzgarten des Wirtschaftshofs südlich des Wohnhauses zu einem kleinen Lustgarten umgestaltet. Der Operngarten (englisch Opera garden) besteht aus sechs quadratischen Beeten mit Blumen- und Staudenbepflanzung, die durch kiesbestreute Wege voneinander getrennt sind. Auf der Mittelachse des Gartens befinden sich an den Kreuzungspunkten der Wege von Kletterrosen bewachsene Laubengänge. Am nordwestlichen Ende der Mittelachse steht der ehemalige Getreidespeicher des Wirtschaftshofs. Er ist ein holzverkleidetes Gebäude mit quadratischem Grundriss und Zeltdach und kann für private Veranstaltungen gemietet werden. Östlich des Gartens steht der 2011 errichtete Theaterbau der Garsington Opera, der von Robin Snell entworfen wurde.